# ブレゲンツ郡

ブレゲンツ郡
Bezirk Bregenz

ブレゲンツ郡（ブレゲンツぐん、独: Bezirk Bregenz, 阿:Bezirk Breagaz（ブレアガーツ郡））は、オーストリアのフォアアールベルク州にあり、郡（ベツィルク）（Bezirk）行政管区とも表記される。郡庁所在地は州都のブレゲンツ。
北西部でボーデン湖に面しているほか、ブレゲンツの森（Bregenzerwald）やクラインヴァルザータール（Kleinwalsertal）などが郡内にある。西でドルンビルン郡およびわずかにフェルトキルヒ郡と、南でブルーデンツ郡と、東でチロル州のロイテ郡と接する。また北はドイツのバイエルン州との、北西はスイスのザンクト・ガレン州との国境となっている。
ブレゲンツ郡には以下の40の市町村=ゲマインデ（Gemeinde）がある。うちブレゲンツが市（Stadt）に、4つが町（Marktgemeinde=市場町）に指定されている。
- アルバーシュヴェンデ Alberschwende
- アンデルスブッフ Andelsbuch
- アオ Au
- ベツァウ Bezau （町）
- ビルトシュタイン Bildstein
- ビツァウ Bizau
- ブレゲンツ Bregenz （市）
- ブーフ・イン・フォアアールベルク Buch in Vorarlberg
- ダミュルス Damüls
- ドレン Doren
- エッグ Egg
- アイヒェンベルク Eichenberg
- フッサッハ Fußach
- ガイサウ Gaißau
- ハルト Hard （町）
- ヒッティサウ Hittisau
- ヘーヒスト Höchst
- ホーエンヴァイラー Hohenweiler
- ヘルブランツ Hörbranz
- ケンネルバッハ Kennelbach
- クルムバッハ Krumbach
- ランゲン・バイ・ブレゲンツ Langen bei Bregenz
- ランゲネック Langenegg
- ラウテラッハ Lauterach （町）
- リンゲナウ Lingenau
- ロッハウ Lochau
- メラウ Mellau
- ミッテルベルク Kleinwalsertal Mittelberg
- メッガース Möggers
- ロイテ Reuthe
- リーフェンスベルク Riefensberg
- シュネプファウ Schnepfau
- ショペルナウ Schoppernau
- シュレッケン Schröcken
- シュヴァルツァハ Schwarzach
- シュヴァルツェンベルク Schwarzenberg
- ジブラツクフェル Sibratsgfäll
- ズルツベルク Sulzberg
- ヴァルト Warth
- ヴォルフルト Wolfurt （町）